# ホテル京急
株式会社ホテル京急（ホテルけいきゅう）は、かつて東京都港区に存在したホテルパシフィック東京（現 SHINAGAWA GOOS・京急EXホテル品川）、ホテル・グランパシフィック・メリディアン（現 グランドニッコー東京 台場）、および高輪京急ホテル（現 京急EXホテル 高輪）を統括・経営運営していた京浜急行電鉄の100%出資子会社である。2013年3月に会社清算した。

## 沿革
- 1970年2月 - 京浜急行電鉄株式会社が、子会社・株式会社ホテルパシフィック東京を設立。
- 1971年7月 - 株式会社ホテルパシフィック東京が「ホテルパシフィック東京」を開業。
- 1979年4月 - 株式会社ホテルパシフィック東京が、ホテルメリディアンチェーンと提携。
- 1989年4月 - 株式会社高輪京急ホテルが、「高輪京急ホテル」を開業。
- 1993年4月 - 株式会社ホテルパシフィック千葉が、「ホテルパシフィック千葉」を開業。
- 1996年2月 - 株式会社高輪京急ホテルを吸収合併し、株式会社ホテルパシフィック東京から株式会社ホテル京急に社名変更。
- 1998年3月 - 株式会社ホテルパシフィック千葉が、「ホテルパシフィック千葉」から撤退。
- 1998年6月 - 京急都市開発株式会社が、東京・お台場に「ホテル・グランパシフィック・メリディアン」を開業。
- 2002年3月 - 京急都市開発株式会社を吸収合併し、「ホテル・グランパシフィック・メリディアン」の運営を継承。
- 2004年7月 - 中華料理部門を独立させ、株式会社楼蘭を設立（広東料理レストラン）。
- 2005年7月 - ホテル・グランパシフィック・メリディアンの運営を分離し、株式会社ホテルグランパシフィックへ移行。
- 2007年5月 - 株式会社楼蘭を吸収合併。
- 2008年4月 - 株式会社京急パシフィックホテルズを設立（ホテル京急とホテルグランパシフィックの運営する3ホテルのブランド戦略、セールス業務、管理業務などの統括会社）。
- 2008年5月 - 契約期間満了に伴い、メリディアン（スターウッド・ホテル&リゾート）との提携を解消。
- 2008年6月 - プリファード・ホテル・グループと提携。「パシフィックホテルズ」を結成（株式会社ホテルグランパシフィックの「ホテル・グランパシフィック・メリディアン」は「ホテル グランパシフィック LE DAIBA」に）。
- 2010年9月 - ホテルパシフィック東京 閉館。
- 2011年9月 - 高輪京急ホテルを閉館。
- 2013年3月 - 清算手続き完了。

### かつて運営していたホテル
- ホテルパシフィック千葉
  - 千葉県千葉市千葉みなと地区にある千葉ポートスクエアの中核施設として1993年に開業したが、1998年3月に撤退した。建物所有者の第三セクターである千葉新都心開発株式会社からホテル京急が賃借し、子会社の株式会社ホテルパシフィック千葉（後に特別清算）に運営を委託していた。ホテルパシフィック千葉の撤退後も、建物は引き続きホテル京急が賃借したまま、1998年10月から2003年まで東横インに運営委託（建物は又貸し）して、はじめウィシュトンホテル千葉、その後東横イン千葉ポートスクエアとして営業した。2003年9月からは幕張新都心でホテルを所有・運営している株式会社グリーンタワーに運営委託し、ホテルグリーンタワー千葉として営業していたが、東日本大震災と福島第一原子力発電所事故の影響に伴い中国人観光客らが激減したことで、2011年7月31日で営業を終了した[1]。その跡地にカンデオホテルズ千葉として2013年1月23日より営業している。2013年で旧ホテル京急による賃貸契約は終了する。

- 京急富津観光ホテル
  - 千葉県富津市にて運営していたクアハウスを兼ねた観光ホテル。温泉を利用していた。京急創業70周年記念として京急油壺マリンパークと同時期に開業し、2001年に営業を休止した（承継先が無く廃業）。
- ホテル グランパシフィック LE DAIBA（2005年7月に「株式会社ホテルグランパシフィック」に会社分割。2016年5月にはホテルオークラグループに売却し、京急グループとしての営業は終了。現グランドニッコー東京 台場。当該項目参照）
- ホテルパシフィック東京（2010年9月閉館。現SHINAGAWA GOOS・京急EXホテル品川。 当該項目参照）
- 高輪京急ホテル
  - 東京都港区高輪。1989年3月31日開業（2011年9月末閉館。同年11月に京急EXイン高輪として再開業。2018年10月1日に京急EXホテル 高輪にリブランド）。

## かつての関連会社
- 株式会社楼蘭（広東料理レストラン）4店舗 - 2007年にホテル京急と合併。